# Cophus glaber
Cophus glaber är en insektsart som beskrevs av Bonfils 1981. Cophus glaber ingår i släktet Cophus och familjen syrsor. Inga underarter finns listade i Catalogue of Life.